# Feliks Wagner
Feliks Wagner (ur. 14 listopada 1907 w Śremie, zm. 8 września 1992 w Poznaniu) – polski propagator kultury, kolekcjoner (zwłaszcza ekslibrisu) i organizator wystaw sztuki.

## Życiorys
Na świat przyszedł w rodzinie robotniczej w domu przy ul. Piaskowej w Śremie. Był synem Pawła i Rozalii z domu Sajdak. Miał trzech braci. Po ukończeniu śremskiej szkoły powszechnej (w której zapisał się do Towarzystwa Gimnastycznego "Sokół"), z uwagi na słabą sytuację materialną rodziny, mając szesnaście lat, podjął pracę robotnika w młynach parowych "Antoni Muślewski" w rodzinnym mieście. W 1928, wspólnie z Franciszkiem Chudobą, założył oddział Ligi Morskiej i Kolonialnej. Od 1929 odbywał służbę wojskową w Poznaniu (7. Dywizjon Artylerii Przeciwlotniczej). W 1936 założył (wspólnie z nauczycielem gimnazjalnym Tadeuszem Zbiegieniem) śremski tzw. Uniwersytet powszechny, przeznaczony dla pozaszkolnej i pracującej młodzieży z miasta i okolic. Przed 1939 pracował również jako kierownik młyna w Kępnie.
Podczas kampanii wrześniowej walczył pod Łaniętami, Sochaczewem i Kutnem (Bitwa nad Bzurą). Potem powrócił do Śremu. Wspólnie z żoną pracował wówczas w lokalnej piekarni, zaopatrując nielegalnie w chleb ludzi pozbawionych kartek żywnościowych. W 1945 współtworzył szkołę podstawową i gimnazjum w Śremie. Placówki wyposażał w książki z własnych zbiorów. 
Od 1947 mianowany przez Spółdzielnię "Czytelnik" pełnomocnikiem na powiat sulęciński. Organizował liczne spotkania z pisarzami i literatami (m.in. Kazimiera Iłłakowiczówna, czy Jarosław Iwaszkiewicz), głównie w Sulęcinie i Łagowie. W 1952 przeniósł się do Poznania, gdzie rozpoczął pracę w bibliotece Muzeum Narodowym i gdzie pogłębił zainteresowania literaturoznawcze, zwłaszcza twórczością Adama Mickiewicza i polską literaturą okresu zaborów, zwłaszcza adresowaną do prostego ludu. Rozwijał też swoją kolekcję ekslibrisów, jak również zbiory grafiki wielkopolskiej, autorskiej młodopolskiej, wedut miast polskich. Zgromadził unikatowe książki i czasopisma dotyczące Wielkopolski, stare druki polskie, wydawnictwa albumowe i bibliofilskie z wieku XIX i XX. Posiadał m.in. prawie kompletny zbiór pierwodruków dzieł Mickiewicza, albumy Jana Matejki, czy też kronikę Marcina Kromera.

## Osiągnięcia
W 1963 zorganizował swoją pierwszą wystawę o dwóch wątkach: Widoki miast Wielkopolski od XVII do XX wieku. Portret trumienny i kazania pogrzebowe poświęcone wybitnym Wielkopolanom. Do 1986 przygotował łącznie 43 wystawy, przede wszystkim w Poznaniu, ale także m.in. w Bydgoszczy (1969 na Międzynarodowy Festiwal Muzyki Dawnej), Słupsku (1974, Kwiaty i rośliny ozdobne w ekslibrisie światowym), Łowiczu (1974, Łowickie Międzynarodowe Sympozjum Naukowe), Szreniawie (1976, z okazji stulecia muzealnictwa rolniczego w Polsce),  Międzychodzie(1983, O Wielkopolsce i Wielkopolanach w grafice i ekslibrisie), Wieruszowie, Pleszewie i Sycowie. Przygotował wystawy na IX Międzynarodowy Konkurs Skrzypcowy im. Henryka Wieniawskiego (1986), czy na XLV Zjazd Chirurgów Polskich (1970). W 1978 prezentowano indywidualną wystawę jego zbiorów w poznańskiej Bibliotece Raczyńskich.

## Odznaczenia
Został odznaczony:
- Odznaką "Zasłużony Działacz Kultury" (1969),
- Medalem im. Jana Konstantego Żupańskiego za Wybitne Zasługi dla Księgarstwa Wielkopolskiego (1985),
- Nagrodą Miasta Poznania w Dziedzinie Kultury i Sztuki (1986)[2].

## Życie prywatne
Żonaty z Janiną Przebieralanką (zm. 1961) od 1 lipca 1939.